# Fabrice Muamba

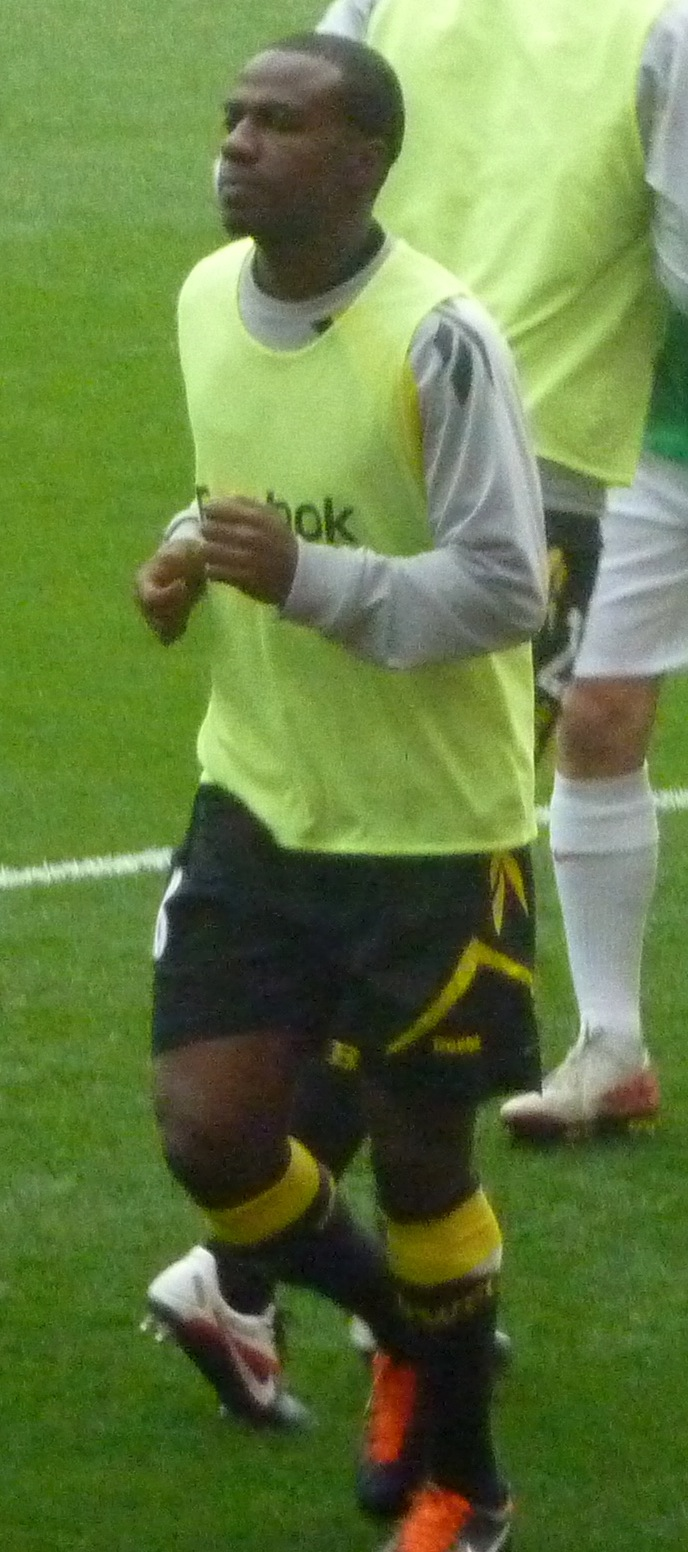
Fabrice Muamba (2011)

Fabrice Ndala Muamba (* 6. April 1988 in Kinshasa, Zaire) ist ein ehemaliger englischer Fußballspieler. Der in der heutigen Demokratischen Republik Kongo geborene defensive Mittelfeldspieler stand zuletzt von der Saison 2008/09 bis zum Ende der Saison 2011/12 bei den Bolton Wanderers unter Vertrag.

## Frühes Leben
Muamba wurde 1988 in Kinshasa, der Hauptstadt von Zaire (heute Demokratische Republik Kongo) geboren. Sein Vater floh 1994 wegen der politischen Lage aus dem Land und bat in Großbritannien um Asyl. 1999 wurde seinem Vater ein dauerhaftes Bleiberecht eingeräumt und er holte seine Familie nach England nach. Fabrice Muamba wohnte fortan im Londoner Bezirk Walthamstow und ging dort zu Schule. Obwohl er erst im Alter von elf Jahren und ohne ein einziges Wort englisch zu sprechen nach London kam, erlangte er den A-Level-Schulabschluss.

## Vereinskarriere
Muamba wurde 2002 in die Jugendabteilung des FC Arsenal aufgenommen und kam im August 2004 in die Academy des Klubs. Im Oktober 2005 unterschrieb er seinen ersten Profivertrag und gab kurze Zeit später im League Cup gegen den FC Sunderland sein Pflichtspieldebüt.
Zur Saison 2006/07 wurde Muamba an den Zweitligisten Birmingham City verliehen. Nach anfänglichen Schwierigkeiten gelang es ihm sich in die Stammformation zu spielen und besetzte den Platz im zentralen Mittelfeld. Am Saisonende stand der Klub auf dem zweiten Tabellenplatz und stieg damit in die Premier League auf. Von den Fans wurde er zum „Young Player of the Season“ gewählt.
Am 11. Mai 2007 unterschrieb Muamba einen Dreijahresvertrag bei Birmingham, Arsenal erhielt für das Talent nach Vereinsangaben eine Ablösesumme von vier Millionen Pfund. Nach nur etwas über einem Jahr schloss er sich am 16. Juni 2008 für eine Ablösesumme von fünf Millionen Pfund den Bolton Wanderers an.

### Herzstillstand und Karriereende
Am 17. März 2012 im FA-Cup Spiel gegen die Tottenham Hotspur kollabierte er in der 40. Minute, wonach das Spiel abgebrochen wurde. Es dauerte 78 Minuten, bis sein Herz wieder schlug. Am 16. April 2012 wurde Muamba aus dem Krankenhaus entlassen; einige Ärzte bezeichneten diese schnelle Genesung als „medizinisches Wunder“. Am 15. August 2012 gab Muamba dann bekannt, dass er seine aktive Karriere beendet.

## Nationalmannschaft
Als naturalisierter Brite ist Muamba für jede der vier Home Nations (England, Schottland, Wales, Nordirland) spielberechtigt gewesen. Er repräsentierte verschiedene englische Altersklassen in internationalen Begegnungen und war Kapitän der U19-Nationalmannschaft. In die englische U21-Auswahl wurde er erstmals im August 2007 für ein Freundschaftsspiel gegen Rumänien berufen. 2009 und 2011 nahm er mit England an der U-21-Europameisterschaft teil.